# Site d'art rupestre d'Alta
Le site d’art rupestre d’Alta se situe au nord de la Norvège, dans le comté de Finnmark. Il a été inscrit sur la liste du patrimoine mondial de l’UNESCO le 3 décembre 1985 en raison de sa grande valeur archéologique. Il s’agit du seul site préhistorique retenu par l’UNESCO en Norvège.

## Localisation
Le site d’Alta se trouve à l’extrême nord de la Norvège, dans un fjord localisé dans la région historique du Finnmark et le comté administratif de Finnmark.
Les gravures et peintures ne sont pas toutes localisées en un unique emplacement, mais se répartissent sur plusieurs sites situés au fond du fjord. Trois d’entre eux se trouvent à proximité immédiate de la ville d’Alta : le site de Storsteinen, au lieu-dit Bossekop et celui de Hjemmeluft se trouvent à l’ouest de la ville, tandis que ceux d’Amtmannsnes et de Tollevik sont situés au nord, de part et d’autre du mont Komsa. Les sites de Kåfjord et Transfarelvdalen sont plus éloignés et sont localisés respectivement à l’ouest et à l’est de la ville.

## Découverte
La première découverte répertoriée en lien avec le site d’Alta ne date que de l’après-guerre, lorsqu’un paysan labourant son champ à Langenes, à l'embouchure de l’Altafjord, met au jour en 1950 un petit bloc de pierre gravé. Un peu plus tard, en 1966, le musée de Tromsø est informé qu’un grand nombre de peintures rupestres se trouvent sur la paroi d’une falaise située plus en amont, à Transfarelvdalen. Les découvertes se multiplient au cours des années 1970, d’abord avec les sites de Storsteinen et Hjemmeluft en 1973, celui d’Amtmannsnes en 1977 et enfin celui du Kåfjord en 1978.
Dans les décennies suivantes, des milliers de gravures et de peintures sont découvertes sur ces quatre emplacements, puis, au tournant du XXIe siècle, de nouveaux sites sont découverts : un bloc isolé à Langnesholmen, une presqu’île située à l’entrée du fjord, en 1998 et plus de deux mille peintures rupestres à Tollevik en 2000.

## Caractéristiques
Les pétroglyphes d’Alta ont été réalisés au cours d’une période comprise entre le Ve millénaire av. J.-C. et 500 av. J-C.. Ils sont l’œuvre d’un peuple vivant de chasse et de pêche, et mettent en évidence certaines de leurs croyances et de leurs rites. Ces gravures servaient probablement à symboliser des mythes ou des légendes concernant le monde des esprits.
La faune représentée est d’une grande richesse : rennes, élans, ours, chiens et/ou loup, renards, lièvres, canards, cygnes, cormorans, saumons, baleines… Les gravures sont par conséquent une aide précieuse pour la compréhension de l’environnement de l’époque et des ressources dont disposait cette culture.
D’autres gravures montrent des hommes, des bateaux, des scènes de chasse ou de pêche ainsi que des personnes se livrant à des danses et des cérémonies rituelles.

## Conservation, préservation et présentation

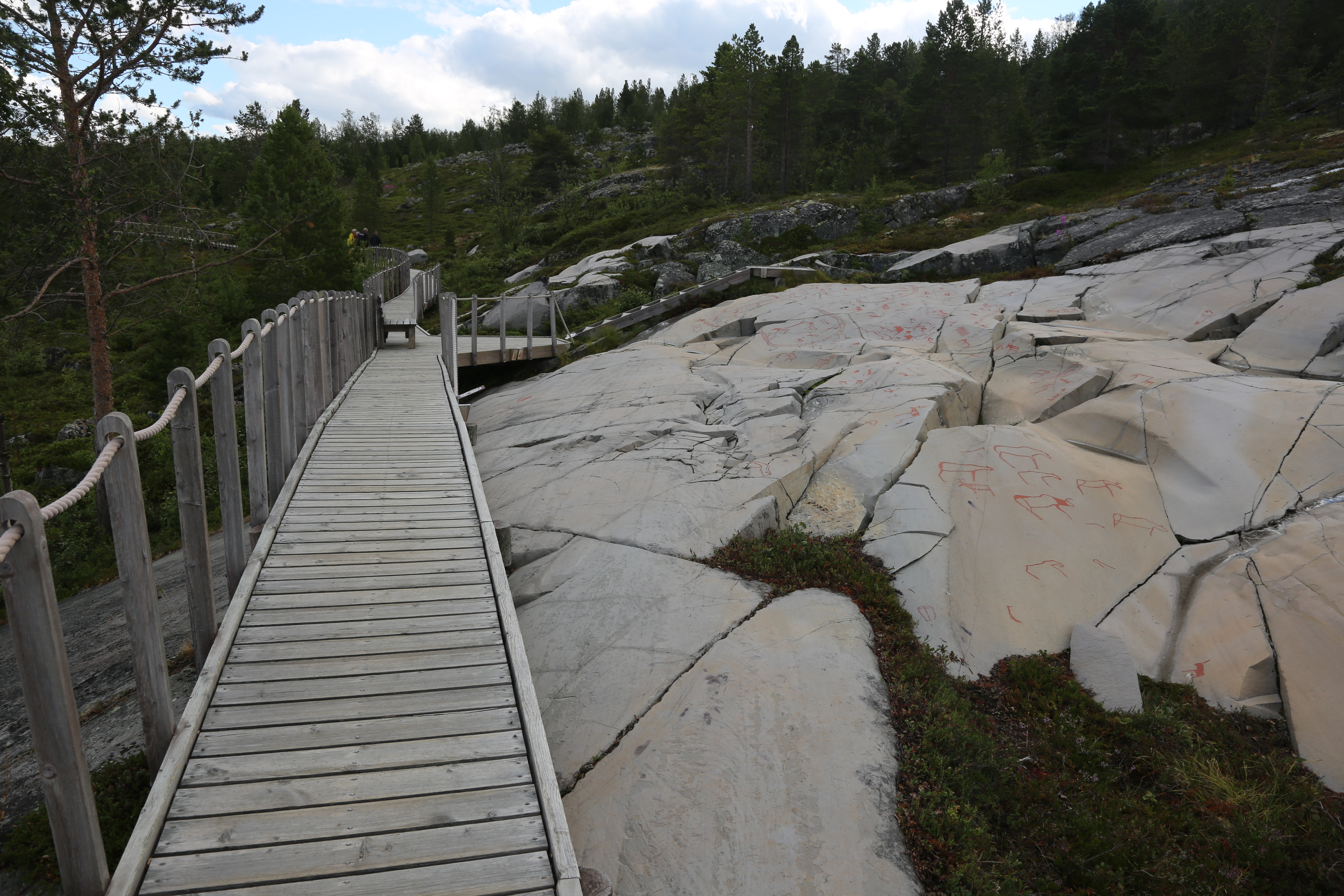
Cheminement en bois du circuit aménagé sur le site de Hjemmeluft.

Les cinq sites d’Alta sont collectivement inscrits sur la liste du patrimoine mondial de l'UNESCO. Il s’agit de l’unique monument préhistorique de Norvège à avoir bénéficié d’une telle inscription.
Depuis le début des années 1990, un effort particulier a été engagé sur le site de Hjemmeluft dans le but de le rendre accessible au public sans pour autant endommager les gravures. Des cheminements en bois ont ainsi été installés, afin de permettre aux visiteurs de se déplacer sur les lieux sans être en contact avec le sol, et un musée est construit à l’entrée du site. L’objectif du développement de l’accueil sur le site de Hjemmeluft est également de concentrer le flux de visiteurs en ce seul point, réduisant de ce fait la pression sur les quatre autres sites, qui peuvent par conséquent être plus facilement préservés.

## Les sites

### Transfarelvdalen
Le site se trouve le long d’une étroite vallée orientée ouest-est, à quelques kilomètres au nord-ouest d’Alta. Les premières peintures ont été répertoriées en 1966 à l’entrée de la vallée, mais les découvertes se sont poursuivies dans les décennies suivantes, au fur et à mesure de l’exploration de la partie amont de celle-ci, où de nouvelles peintures ont encore été mises au jour en 2003. En 2010, le nombre de peintures répertoriées se montait à environ cinquante, mais les chercheurs estiment probable qu’il en existe de nombreuses autres dans les zones difficilement accessibles de la partie supérieure de la vallée.
Le site ne contient que des peintures rupestres de couleur rouille, représentant principalement des animaux et des motifs géométriques. À la suite de leur découverte, elles ont été rapprochées stylistiquement aux peintures de Kjeøya, Solsemhola et Fingalshola, la datation alors proposée étant postérieure au IIe millénaire av. J.-C. Toutefois, de nouvelles études réalisées au début du XXIe siècle, par comparaison avec des sites découverts plus récemment en Suède, suggèrent que ces peintures pourraient être considérablement plus anciennes et remonter au Ve millénaire av. J.-C..

### Storsteinen
Comme son nom l’indique, Storsteinen est un grand rocher d’environ trois mètres de haut, situé dans une zone résidentielle à Bossekop. Il est couvert d’environ cinq à six cents figures gravées, dont la majeure partie se concentre dans sa partie sommitale. Elles ont été découvertes en 1973 par un carrier chargé de détruire ce rocher qui gênait le voisinage.
Les gravures représentent majoritairement des élans et des rennes, dont l’un porte un cavalier, auxquels s’ajoutent quelques personnages et des motifs géométriques. La densité des gravures est particulièrement élevée sur le haut du rocher, avec des figures qui pour la plupart se touchent, voire se recouvrent. Le style est similaire à celui des sites de Hjemmeluft et Amtmannsnes et on suppose qu’elles ont été gravées entre -4200 et -1800.

### Hjemmeluft

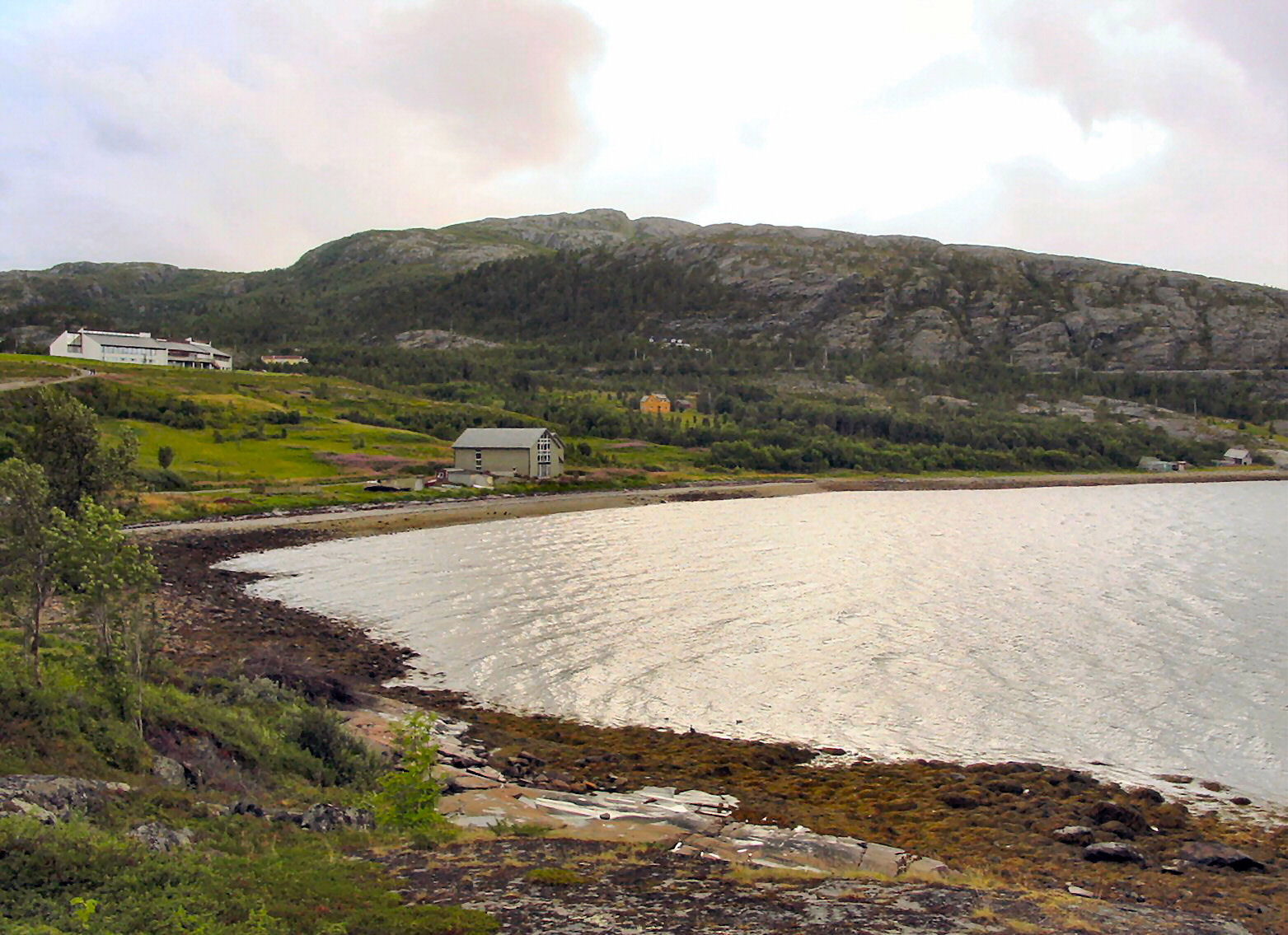
Le site de Hjemmeluft s’étend sur le pourtour de la baie.

Ce site, également appelé Jiebmaluokta en same, se trouve de part et d’autre de la baie du même nom située au pied de la montagne Skodevarre, à l’extrémité sud-ouest de l’agglomération d’Alta. Le site avait été exploré à la fin des années 1920 par l’archéologue Anders Nummedal, mais aucune gravure n’avait alors été repérée. C’est seulement l’attention des habitants de la région, éveillée par les découvertes précédentes, qui a permis de découvrir le site. Les gravures, dont le nombre est supérieur à deux mille, sont généralement concentrées dans des zones particulières plutôt que représentées isolément.
Les sujets des figures sont plus variés ici qu’à Storsteinen :  des ours particulièrement nombreux s'ajoutent ici aux élans et aux rennes, ainsi que des poissons et des oiseaux, mais de manière plus rare et isolée. La présence humaine est assez marquée, non seulement par des personnages isolés, mais également par des groupes représentés en train de chasser, de pêcher ou d’effectuer des interactions sociales qui pourraient être des rituels ou des danses.
Aujourd’hui situées à une hauteur comprise entre huit et vingt-six mètres au-dessus du niveau de la mer, les gravures se trouvaient très probablement en bord de mer à l’époque de leur réalisation. L'observation des changements stylistiques au fur et à mesure que celles-ci se trouvent de plus en plus haut, couplée à ce qu'on sait de la montée du niveau des océans dans ces périodes, permet d’identifier cinq phases de réalisation s’étalant entre -4200 et 200. La première phase, la plus ancienne et la plus proche de la côte, s’étend entre -4200 et -3300, la seconde entre cette date et -1800, la troisième de -1800 à -900, la quatrième entre -900 et -100 et la dernière et plus récente entre le Ier siècle et le IIe siècle.

### Amtmannesnes
Le site d’Amtmannesnes se trouve sur le flanc est de la montagne Komsa et compte plus de six cents gravures, bien qu’elles soient pour la plupart très abîmées. À la différence des autres sites, Amtlannesnes compte une large proportion de figures humaines, certaines de grande taille, dont le style n’a pas de parallèle dans la région, bien que certains auteurs le rapprochent des personnages de Storsteinen.
La datation est également délicate : dans l’hypothèse où les gravures auraient été réalisées sur le rivage comme à Hjemmeluft, celles-ci, qui se trouvent désormais à une quinzaine de mètres au dessus du niveau de la mer, auraient été gravées vers -1800, date qui correspond par ailleurs aux vestiges de campement identifiés en contrebas du site. Cette datation ne fait toutefois pas l’unanimité et des auteurs ont proposé des dates plus récentes, allant jusqu’à -900.

### Kåfjord

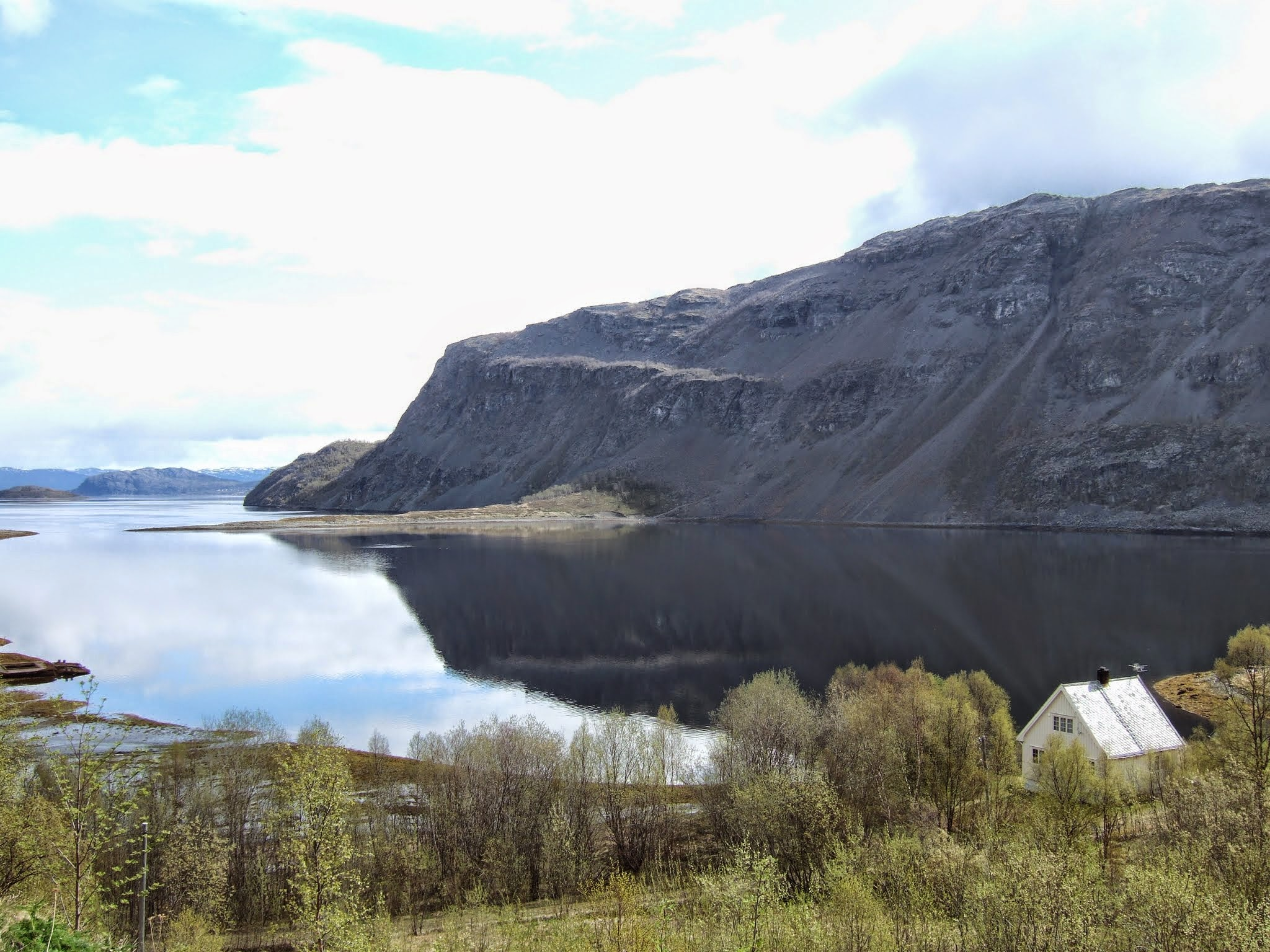
Le Kåfjord.

Le site de Kåfjord, découvert en 1978, n’était toujours pas totalement exploré en 2005, mais comptait à cette date environ un millier de gravures répertoriées. Dans l’ensemble, le site est très similaire à Hjemmeluft, avec le même type de figures et les mêmes styles étagés par période, ce qui permet d’en effectuer une datation identique étalée entre -4200 et -1800.

## Galerie

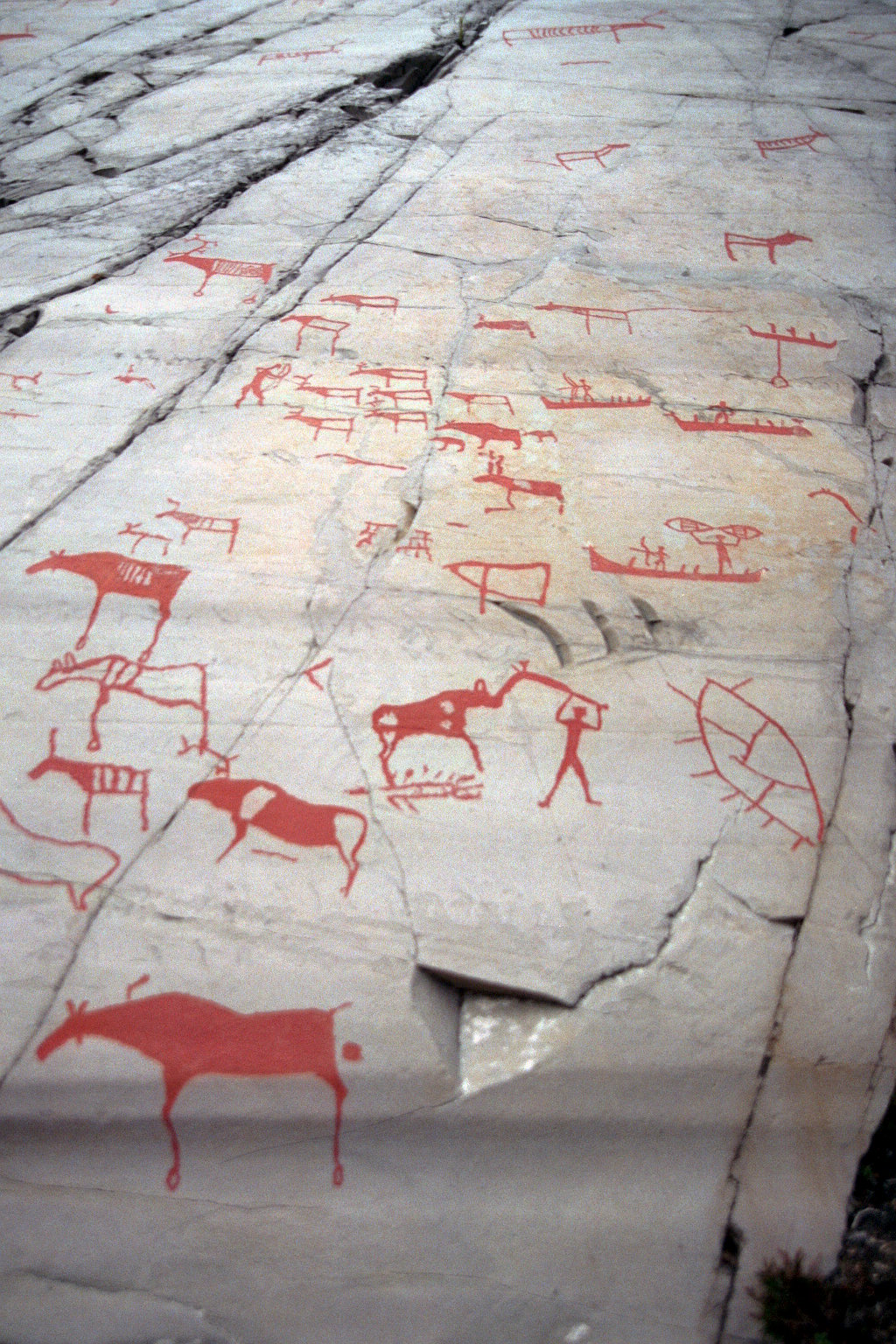
Détails des gravures rupestres : de la peinture rouge a été appliquée dans un but didactique pour souligner les symboles mais n'existait pas à l'origine. Ces peintures sont progressivement retirées.
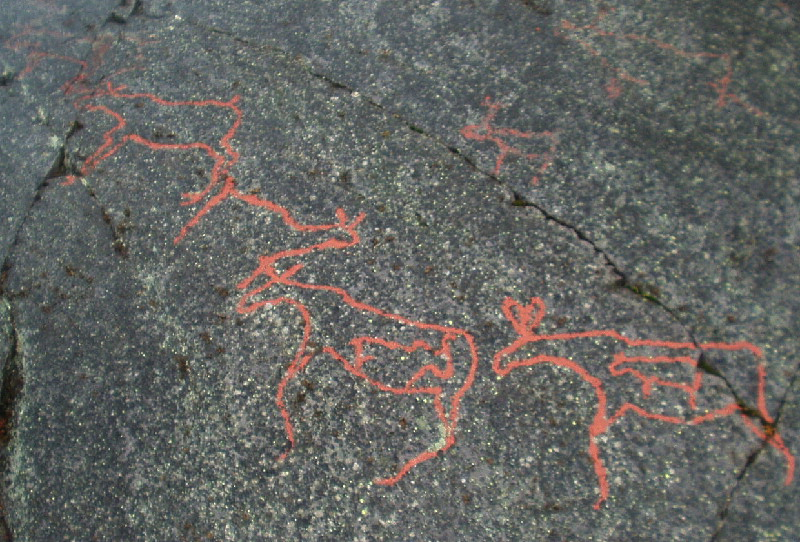
Troupeau d'élans, et femme enceinte en arrière-plan.
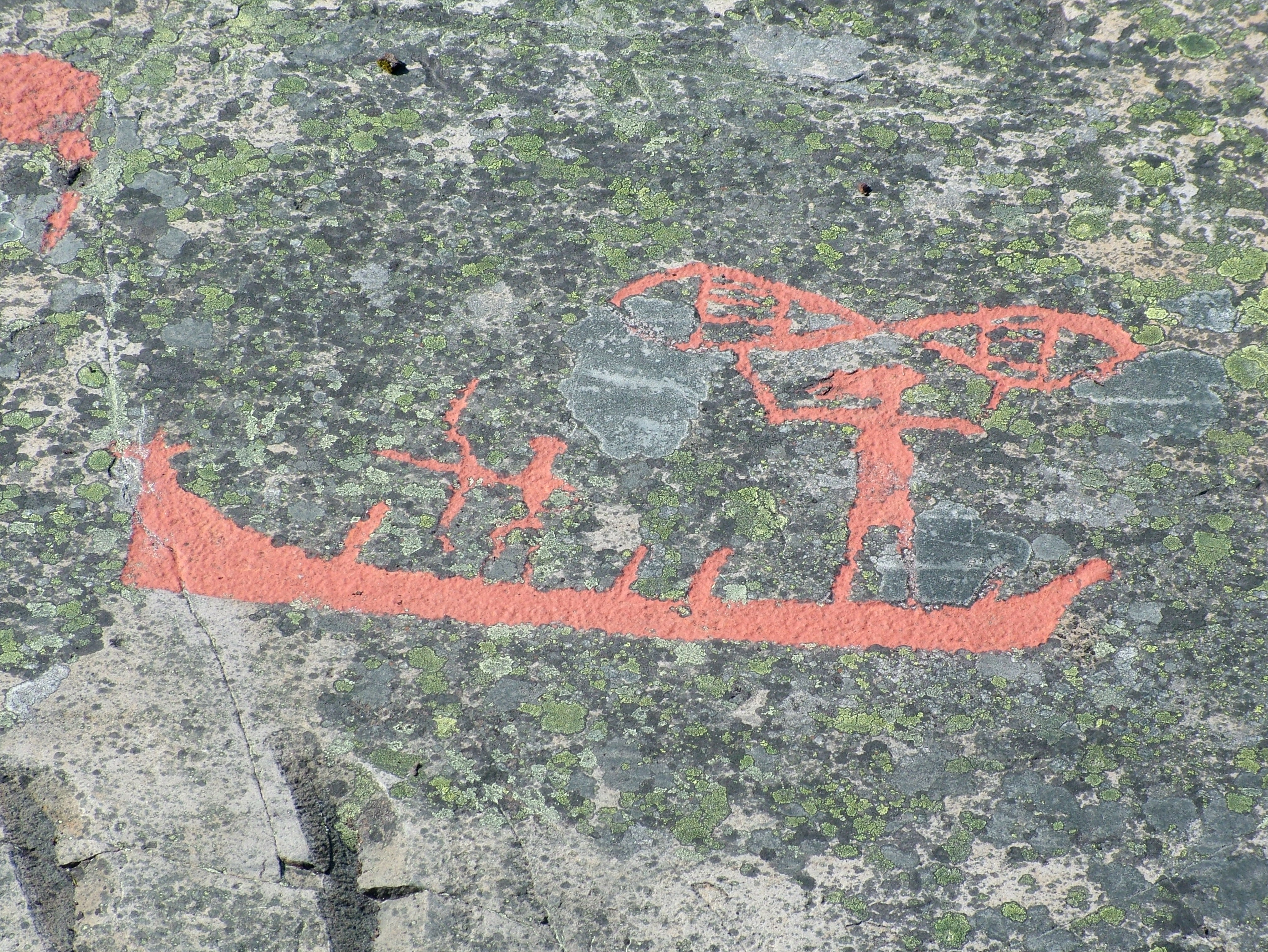
Illustration d'une embarcation et d'une scène de pêche.
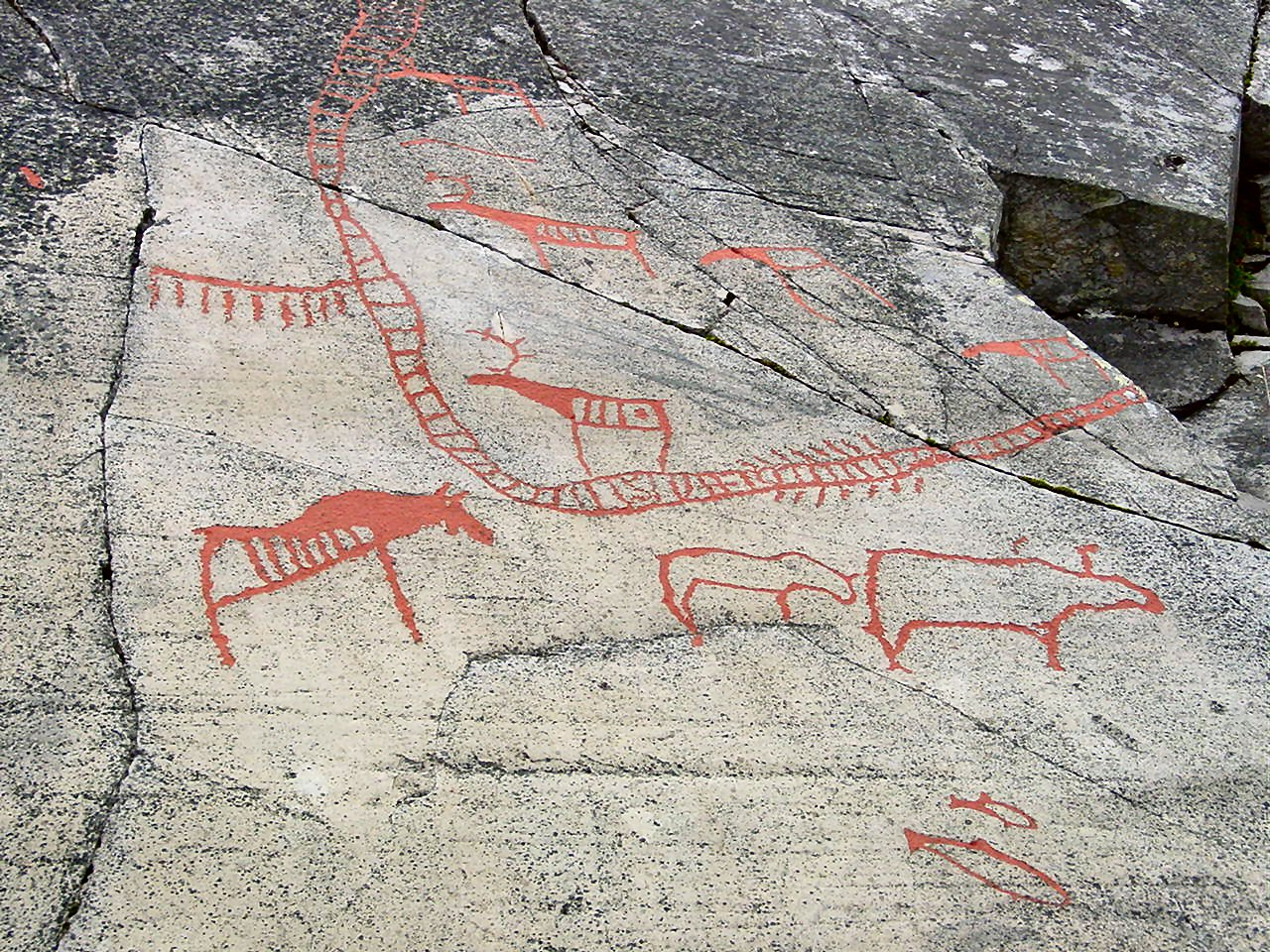
Illustration d'une clôture.
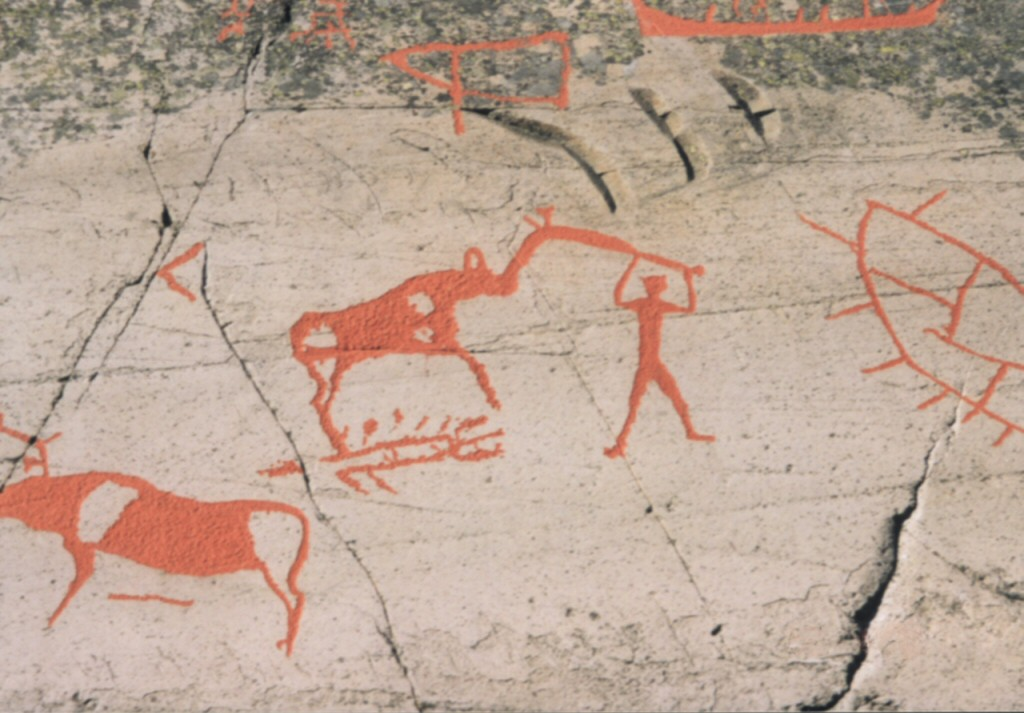
Homme utilisant une sorte d'outil en lien avec un élan, ayant porté à diverses interprétations telles qu'une scène de chasse ou un lien entre un chaman et animal.
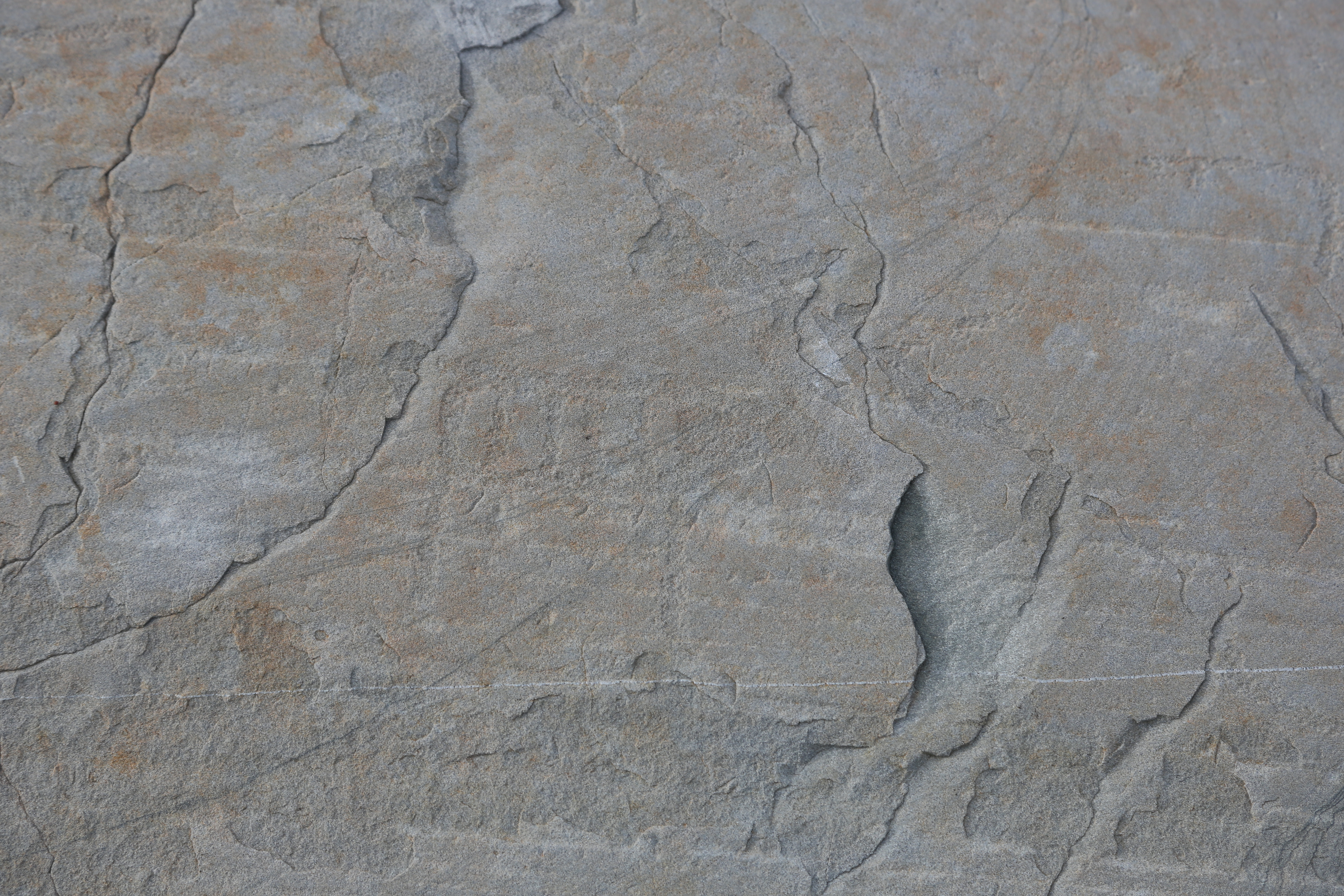
Gravure dans son état naturel, sans peinture. Ici on devine, au centre de l'image, un Rangifer tarandus.